# Anton Nyman
Johan Anton Nyman, född 16 maj 1849 i Övertorneå socken, Norrbottens län, död 13 augusti 1927 i Haparanda, Norrbottens län, var en svensk präst.
Nyman var son till handlanden Anton Nyman och Maria Tjernlund. Efter skolgång i Härnösand blev Nyman 1871 student vid Uppsala universitet och prästvigdes 1878 för Härnösands stift och dess finsktalande befolkning med missiv som pastorsadjunkt i Övertorneå församling. Därefter var han under två år vice pastor i Jukkasjärvi församling. I juli 1880 utnämndes han till kyrkoherde i Karesuando församling med formellt tillträde 1 maj 1882 men han uppehöll tjänsten redan från 1881. Nyman blev komminister i Råneå församling 1887, kyrkoherde i Hietaniemi församling 1892 och slutligen kyrkoherde i Nedertorneå församling 1902. Från juni 1901 var Nyman kontraktsprost i Västerbottens fjärde kontrakt och hade från 1906 samma funktion i Norrbottens norra kontrakt. Nyman var även folkskoleinspektör 1901–1909.
Nyman var inspektor för Haparanda läroverk 1901–1905 och för Haparanda småskoleseminarium 1901–1922 samt ordförande i styrelsen för Haparanda samskola från 1905. År 1905 blev Nyman ledamot av Nordstjärneorden.
Nyman gifte sig 1878 med Maria Martin, vilken var dotter till kronolänsmannen Per Martin i Överkalix och avled 1912, och andra gången 1914 med folkskolläraren Amanda Baudin, som avled 1958.